# Bisfenol C
Bisfenol C (afgekort tot BPC) is een organische verbinding met als brutoformule C17H20O2. Het kan gezien worden als een structureel analoog van bisfenol A, met een extra methylgroep op beide fenolringen.

## Synthese
Bisfenol C kan bereid worden door reactie van fenol met orthocresol, onder invloed van een zure katalysator. De reactie zelf verloopt middels een elektrofiele aromatische substitutie.

## Toepassingen
Bisfenol C wordt gebruikt bij de productie van polycarbonaten en diverse kunststoffen, waaronder harsen.